# Information grise
Ne doit pas être confondu avec Littérature grise.
L'information grise est un type d'information qui est difficile à obtenir, diffusée dans un cadre restreint, et potentiellement décisive.

## Concept
L'intelligence économique catégorise l'information selon ses caractéristiques. L'information blanche est ouverte, accessible à tous. Elle est souvent peu décisive, car les décideurs l'ont laissée publique. L'information noire est protégée, et sa diffusion est restreinte. L'information grise, elle, est caractérisée par une certaine difficulté d'accès. Elle est donc d'un niveau intermédiaire entre l'information blanche et l'information noire.
En règle générale, l'information grise est licitement accessible, mais son existence ou son accès est rendue difficile. Il est nécessaire de faire un effort particulier, comme activer un réseau, pour y avoir accès.
Comme tous les types d'information, l'information grise est susceptible d'apporter à son détenteur un avantage concurrentiel. 